# NGC 3967
NGC 3967 is een elliptisch sterrenstelsel in het sterrenbeeld Beker. Het hemelobject werd op 19 mei 1881 ontdekt door de Duitse astronoom Ernst Wilhelm Leberecht Tempel.

## Synoniemen
- MCG -1-30-47
- NPM1G -07.0347
- PGC 37398